# Anioł wie...
Anioł wie... – pierwszy singiel Urszuli promujący jej album Supernova.
(muz. S. Zybowski / sł. U. Kasprzak)

## Lista utworów
- "Anioł wie..." (4:07)

## Twórcy
skład zespołu
- Urszula – voc.
- Stanisław Zybowski – gitary
- Wojtek Kuzyk "Puzon" – gitara basowa
- Sławek Piwowar "Jasiek" – instrumenty klawiszowe
- Robert Szymański "Misiek" – instrumenty perkusyjne

gościnnie
- Krzysztof Patocki – perkusja
- Juliusz Mazur – instrumenty perkusyjne
- Cyprian Czypek – gitary

- Nagrań dokonano w Studio BUFFO – lipiec '98
- Realizacja nagrań – Rafał Paczkowski
- Produkcja nagrań – Stanisław Zybowski
- Mastering – Grzegorz Piwkowski
- Zdjęcia – Beata Wielgosz
- Proj. graf. – Piotr Garlicki (GOLDFINGER Ltd)

- Management: impres JOT – Julita Janicka

## Listy przebojów
| Notowania                          | pozycja |
| ---------------------------------- | ------- |
| Lista Przebojów Programu Trzeciego | 1       |
| Szczecińska Lista Przebojów        | 12      |